# Фиона, Мелани
Мелани Фиона Холлим (англ. Melanie Fiona Hallim, родилась 4 июля 1983 года) — канадская певица из Торонто, Онтарио. Родилась в семье иммигратнов из Гайаны.

## Биография и карьера

### Ранняя жизнь
Родилась в Торонто, Онтарио, Канада. Является дочерью и вторым ребёнком родителей из Гайаны, иммигрировавших в Канаду в конце 1970-х. Её отец был финансистом, мать работала в банке. Фиона начала писать песни в возрасте 16 лет.

### 2002 — наст. время: начало карьеры иThe Bridge
В 2002 году Фиона непродолжительное время пела в женской группе X-Quisite. Далее она выступала в ночных клубах Торонто. В 2005 году Фиона отправилась в Лос-Анджелес, Калифорния в поисках контракта. Первую запись она провела совместно с Рианной и Kardinal Offishall. Фиона также записала регги-сингл «Somebody Come Get Me» под сценическим именем Сирена Холл, который был включён в сборник Reggae Gold 2008. В 2007 году певица подписала контракт с лейблами SRC Records и Universal Motown. В 2008 году вместе с Канье Уэстом она отправилась в его тур «Glow in the Dark».
До завершения своего первого дебютного альбома, Фиона совместно с Jay-Z записала альбом Roc Nation. В июне 2009 года вышел её альбом, The Bridge, которого в США было продано 248,000 копий. «Журнал Beyond Race Magazine» в 2009 году внёс Фиону в список «50 восходящих артистов». Несколько синглов с альбома, включая «It Kills Me» вошли на 10 недель в чарты Billboard Hot R&B/Hip-Hop Songs. На церемонии «Грэмми» Фиона была отмечена в номинации «Лучшее женское вокальное R&B исполнение». В 2010 году начался её тур с Алишей Киз.
В 2011 году Фиона приступила к работе над своим вторым альбомом. Первым был выпущен сингл «Gone and Never Coming Back», занявший 37 место в американских чартах. Сам альбом вышел 20 марта 2012 года.
2 января 2012 года Мелани Фиона исполнила гимн Канады на открытии пятого матча в рамках Зимней классики НХЛ 2012 .

## Музыкальный стиль
В числе исполнителей, оказавших влияние на её музыкальное творчество, Мелани называет Боба Марли, Сэма Кука, Sade, Уитни Хьюстон, India.Arie и Пэтси Клайн. Мэри Джей Блайдж она называет своей культурной иконой. Также Фиона пояснила, что её родители были большими поклонниками карибской музыки, калипсо и регги. Песни Фионы основаны на личном опыте, они универсальны: «Даже когда я не пишу о личном, песня всё равно универсальна».

## Дискография

### Студийные альбомы
| Год  | Детали альбома                                   | Пик позиций в чартах | Пик позиций в чартах | Пик позиций в чартах | Пик позиций в чартах | Пик позиций в чартах | Пик позиций в чартах |
| Год  | Детали альбома                                   | CAN                  | US                   | US R&B               | GER                  | SWI                  | UK                   |
| ---- | ------------------------------------------------ | -------------------- | -------------------- | -------------------- | -------------------- | -------------------- | -------------------- |
| 2009 | The Bridge - Лейбл: SRC Records/Universal Motown | 25                   | 27                   | 4                    | 35                   | 3                    | 98                   |
| 2011 | The MF Life - Лейбл: SRC/Universal Motown        | 64                   | 7                    | 1                    | —                    | 23                   | 32                   |

### Синглы
| Год  | Сингл                 | Пик позиций в чартах | Пик позиций в чартах | Пик позиций в чартах | Пик позиций в чартах | Пик позиций в чартах | Пик позиций в чартах | Пик позиций в чартах | Пик позиций в чартах | Альбом     |
| Год  | Сингл                 | CAN                  | US                   | US R&B               | AUT                  | GER                  | ITA                  | SWI                  | UK                   | Альбом     |
| ---- | --------------------- | -------------------- | -------------------- | -------------------- | -------------------- | -------------------- | -------------------- | -------------------- | -------------------- | ---------- |
| 2009 | «Sad Songs»           | —                    | —                    | —                    | —                    | —                    | —                    | —                    | —                    | The Bridge |
| 2009 | «Give It to Me Right» | 20                   | —                    | 57                   | 54                   | 31                   | 9                    | 5                    | 41                   | The Bridge |
| 2009 | «It Kills Me»         | —                    | 43                   | 1                    | —                    | —                    | —                    | —                    | —                    | The Bridge |
| 2009 | «Monday Morning»      | —                    | —                    | —                    | 3                    | 46                   | —                    | 1                    | —                    | The Bridge |
| 2009 | «Bang Bang»           | —                    | —                    | —                    | —                    | —                    | —                    | —                    | —                    | The Bridge |
| 2010 | «Ay Yo»               | —                    | —                    | 71                   | —                    | —                    | —                    | 62                   | —                    | The Bridge |
| 2010 | «Priceless»           | —                    | —                    | 94                   | —                    | —                    | —                    | —                    | —                    | The Bridge |

## Награды и номинации
- BET Awards[25]
  - 2010," Лучший новый исполнитель" (номинация)
  - 2010, «Лучший R&B исполнитель» (номинация)
  - 2010, «BET Centric Award» (номинация)
  - 2010, «Видео года», «It Kills Me» (номинация)
- 52-я церемония «Грэмми»
  - 2010, Лучший R&B исполнитель: «It Kills Me» (номинация)[6]
- NAACP Image Awards
  - 2010, Выдающийся новый исполнитель (номинация)
- Juno Award
  - 2010, R&B/соул запись года: The Bridge (номинация)[7]
- Soul Train Music Awards
  - 2010, Лучший новый исполнитель (победа)
- Eska Awards
  - 2010, Лучший альбом: The Bridge (победа)[26]